# Pine Level (North Carolina)
|  | Dieser Artikel wurde aufgrund von inhaltlichen Mängeln auf der Qualitätssicherungsseite des Projektes USA eingetragen. Hilf mit, die Qualität dieses Artikels auf ein akzeptables Niveau zu bringen, und beteilige dich an der Diskussion! Eine nähere Beschreibung der zu behebenden Mängel fehlt. |

Pine Level ist eine Town in Johnston Countys im US-Bundesstaat North Carolina, in den Vereinigten Staaten. Das U.S. Census Bureau hat bei der Volkszählung 2020 eine Einwohnerzahl von 2.046 ermittelt. Das Gemeindegebiet umfasst 2,7 km².

## Einwohnerentwicklung
- 2000: 1.313
- 2005: 1.759